# Ramón Power

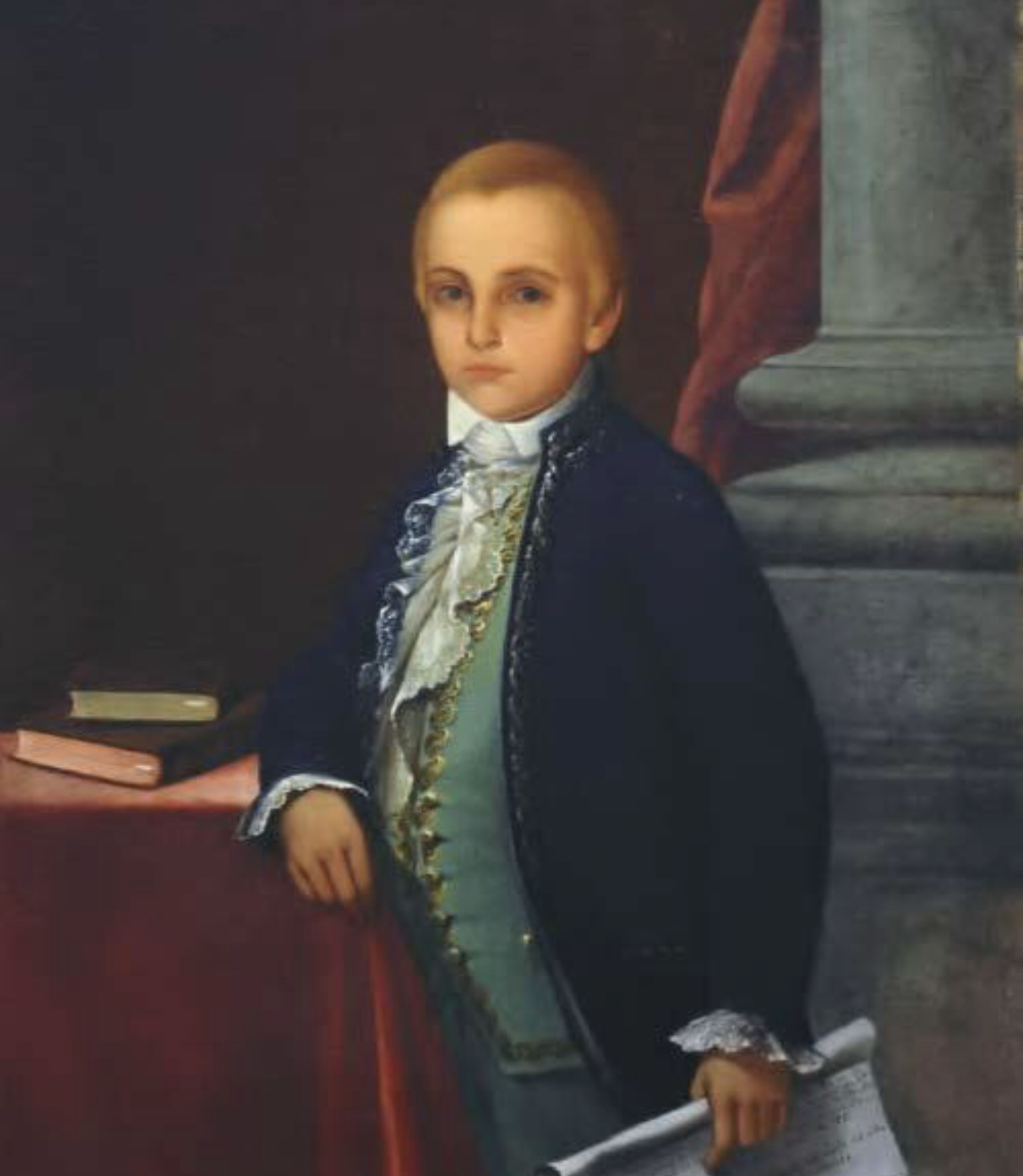
Retrato de Ramón Power por Francisco Oller

Ramón Power y Giralt (San Juan, Virreinato de Nueva España, 7 de octubre de 1775 – Cádiz, España, 10 de junio de 1813), fue uno de los primeros hombres nacidos en la Capitanía General de Puerto Rico que se refirió a sí mismo como puertorriqueño, representó a Puerto Rico en las Cortes Generales de España. De tez rosácea, ojos azules y cabellera rubia, Ramón Power marca un antes y un después en lo que hoy se conoce como la historia moderna de Puerto Rico. En su lucha incansable por los derechos humanos y críticas sobre la esclavitud, es considerado como un icono en la patria borinqueña y un símbolo ideológico en la zona de Cádiz, España. 

## Primeros años
Ramón Power nació en San Juan, hijo de Joaquín Power y Morgan de origen irlandés que llegó a la isla como agente de la Real Compañía de Asiento de Negros —también conocida como la Compañía Gaditana de Negros— que se ocupaba del tráfico de esclavos insular, y de María Josefa Giralt, hija de un capitán de artillería Francés —fuentes indican que nació en Puerto Rico—. Fue inscrito como «hijo de padres blancos y que proceden de españoles». Recibió en San Juan su instrucción primaria en una escuela privada. En 1788, a los 13 años de edad, fue enviado a Bilbao (España) para continuar sus estudios.

## Servicio en la armada española
A la edad de 16 años, Power inició sus estudios de ciencias navales en Ferrol. Tras graduarse fue nombrado teniente en la Armada española, llegando a alcanzar el rango de capitán de fragata. En 1801 regresó a Puerto Rico al morir su padre y allí mandó la goleta correo Cometa, que era el único barco que mantenía la comunicación de la isla con el continente americano. Durante ese tiempo tuvo que combatir a los corsarios ingleses del Caribe. Tras la invasión napoleónica de España en 1808, destacó en la batalla por la defensa de la colonia de Santo Domingo (1808-1809) contra el intento de invasión por parte de la armada francesa.

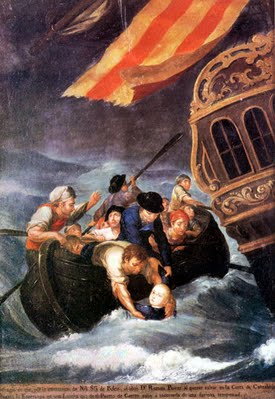
Cuadro titulado El salvamento del niño don Ramón Power.

Power tenía un rostro aniñado y así aparece en el retrato pintado por Federico Godoy y que se expone en el Museo de las Cortes de Cádiz. Según el periodista español Jacinto Antón, "a esta circunstancia se debe probablemente el título de otro lienzo en el que se le muestra en el trance de ser rescatado al caer al agua mientras saltaba de la fragata La Esperanza a una lancha: El salvamento del niño don Ramón Power", obra comisionada por los padres de Power al pintor sanjuanero José Campeche (1751-1809).

## Carrera política
El 4 de mayo de 1809, en medio de la Guerra de la Independencia Española contra las tropas francesas, Power fue elegido por los cinco cabildos de Puerto Rico para representar a la isla en la Junta Suprema Central y Gubernativa del Reino. La Junta Suprema se disolvió antes de la llegada de Power. Sin embargo, el 16 de abril de 1810 fue elegido nuevamente para representar a Puerto Rico en las Cortes de Cádiz. Uno de sus principales aliados fue el influyente obispo de Puerto Rico Juan Alejo de Arizmendi quien, durante la Misa de despedida oficial, donó a Power su anillo episcopal como recordatorio de que nunca debería olvidar a sus paisanos.
Asimismo el obispo Juan Alejo de Arizmendi le hizo una serie de peticiones para que las defendiera ante las Cortes de Cádiz, como la creación de una universidad, la construcción de hospitales, caminos y puertos, y el fomento de la agricultura, el comercio y la industria.
Tras llegar a Cádiz el 8 de junio de 1810 a bordo de la corbeta Príncipe de Asturias, fue el único de los diputados representantes de la colonias no suplente que estuvo presente en la apertura de las Cortes el 24 de septiembre de 1810. Power, integrado en el grupo de diputados liberales, fue un tenaz defensor de Puerto Rico. Fue elegido primer vicepresidente de las Cortes de Cádiz el segundo día de sesiones (25 de septiembre) y tuvo éxito en sus propuestas para obtener poderes de las cortes que beneficiarían la economía de Puerto Rico.
Antes de la aprobación de la Constitución de Cádiz en marzo de 1812, Power convenció a las Cortes para anular un decreto del Consejo de Regencia que había otorgado al Gobernador de Puerto Rico poderes extraordinarios en respuesta a la creación de las juntas en las provincias americanas.
El mayor logro de su carrera legislativa fue la Ley Power, que designó cinco puertos de libre comercio (Fajardo, Mayagüez, Aguadilla, Cabo Rojo y Ponce), estableció la reducción de la mayoría de impuestos y eliminó el monopolio de la harina, además de establecer otras reformas económicas con el objetivo de desarrollar una economía más eficiente. También promovió el establecimiento de la Sociedad Económica de los Amigos del País en la isla, que fue aprobada en 1814. Muchas de estas reformas se mantuvieron incluso tras el retorno al poder de Fernando VII y la derogación de la Constitución.
Power y Giralt murió mientras aún se encontraba en Cádiz, el 10 de junio de 1813, debido a la epidemia de fiebre amarilla que se expandió por toda Europa. Fue suplido en las Cortes por José María Quiñones, que ocupó su cargo del 25 de noviembre de 1813 al 10 de mayo de 1814.
Murió en su casa a las tres y media de la tarde del 10 de junio de 1813 y fue enterrado en el cementerio general de San José Extramuros. En 1931 sus restos fueron trasladados a la cripta del Oratorio de San Felipe Neri, en Cádiz, y depositados en una gran urna funeraria de piedra blanca.

## Regreso de los restos de Power a Puerto Rico

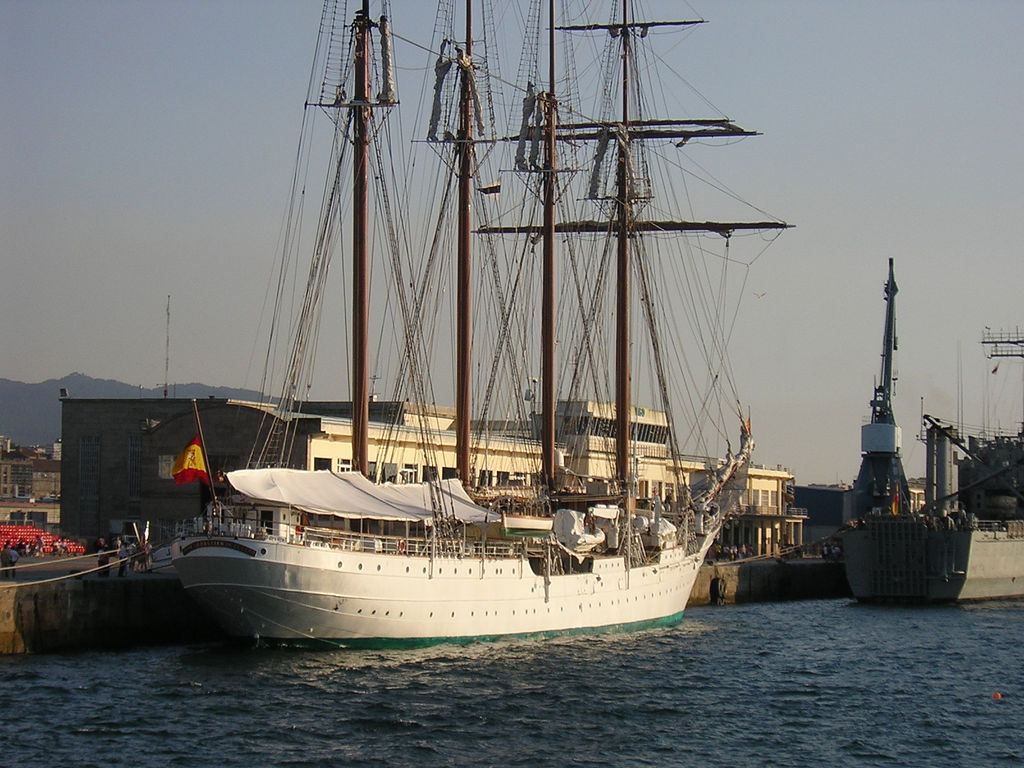
Vista del buque escuela Juan Sebastián Elcano desde popa en el puerto de Vigo.

Los restos de Power, que se encontraban en el Oratorio de San Felipe Neri, fueron embarcados el sábado 2 de marzo de 2013 en el puerto de Cádiz a bordo del buque escuela de la Armada Española Juan Sebastián Elcano para ser trasladados a Puerto Rico, a donde estaba previsto que llegaran el 6 de abril y donde se le iban a tributar honores de jefe de Estado –un desfile con guardia de honor hasta el Capitolio– para ser luego enterrado en la catedral de San Juan junto a la tumba de su amigo y valedor el obispo Juan Alejo de Arizmendi. La pequeña caja que contenía los restos de Power fue trasladada al Elcano con gran ceremonial, tras un responso en San Felipe Neri, y fue depositada en la capilla del barco.
La identificación de sus restos fue larga y laboriosa y en ella intervinieron expertos forenses que aplicaron las técnicas de reconocimiento del ADN.

## Honores y tributos

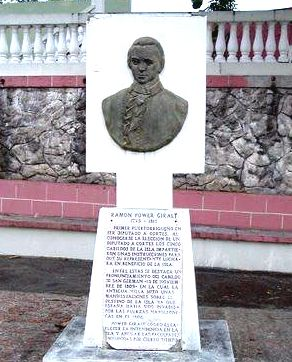
Monumento conmemorativo de Ramón Power en Puerto Rico

Puerto Rico ha honrado la memoria de Power nombrando avenidas y colegios con su nombre. Su antigua residencia fue restaurada y actualmente aloja el Fideicomiso de Conservación de Puerto Rico.